# Azote 13
table
L’azote 13, noté 13N, est l'isotope de l'azote dont le nombre de masse est égal à 13 : son noyau atomique compte 7 protons et 6 neutrons avec un spin 1/2- pour une masse atomique de 13,005 739 g/mol. Il est caractérisé par un excès de masse de 5 345 keV et une énergie de liaison nucléaire par nucléon de 7 238,9 keV. Ce radioisotope est utilisé en tomographie par émission de positron (TEP/PET). Il a une demi-vie juste inférieure à 10 minutes (soit 9 min et 58,2 s) et doit donc être synthétisé sur site, par exemple en utilisant un cyclotron.
L'azote 13 est utilisé pour marquer les molécules d'ammoniac NH3 pour l'imagerie de perfusion myocardique.

## Synthèse
La synthèse de l'azote 13 se fait par une réaction (p, α) à partir d'oxygène 16, principal isotope de l'oxygène :
16
8O + 1
1H ⟶ 4
2He + 13
7N.
Le  proton doit être accéléré jusqu'à une énergie cinétique d'environ 5,55 MeV ou plus. 
La réaction est endothermique, c'est-à-dire que la masse au repos des produits est plus grande que la masse au repos des réactifs, et donc que de l'énergie doit être apporté aux réactifs qui devient de la masse au repos supplémentaire, raison pour laquelle le proton a besoin de porter une énergie cinétique minimale pour déclencher la réaction nucléaire. Cette énergie supplémentaire minimale est de 5,22 MeV, la conservation du moment cinétique impliquant de communiquer au proton une énergie minimale exprimée par :
Ec = ( 1 + m/M ) | E |.
où m est la masse de 4
2He et M est la masse de 13
7N, donc m/M = 0,307 806 661. 

## Rôle dans la fusion stellaire

Rôle de N dans le cycle CNO.

L'azote 13 joue un rôle significatif dans le cycle CNO, source dominante d'énergie dans les étoiles plus massives que le Soleil.
| 12 6C + 1 H | ⟶ 13 7N + γ       | + 1,95 MeV |
| 13 7N       | ⟶ 13 6C + e+ + νe | + 2,22 MeV |
| 13 6C + 1 H | ⟶ 14 7N + γ       | + 7,54 MeV |
| 14 7N + 1 H | ⟶ 15 8O + γ       | + 7,35 MeV |
| 15 8O       | ⟶ 15 7N + e+ + νe | + 2,75 MeV |
| 15 7N + 1 H | ⟶ 12 6C + 4 2He   | + 4,96 MeV |